# Törzsvásárlói rendszerek
A törzsvásárlói rendszer népszerű marketing eszköz, melyet számos szolgáltató és kereskedelmi cég alkalmaz vásárlási forgalmának növelésére, ügyfélköre megtartására és bővítésére. Mindemellett megjelentek a másik oldal képviselői, a vásárlók, akik szintén közösséget alkotva lépnek fel a kereskedőknél kedvezményeket kialkudva magunknak.
A törzsvásárlói rendszereket ennek megfelelően két szempontból, a két különböző részt vevő kezdeményezésre alapozva vizsgálhatjuk: a kereskedő vagy szolgáltató által kínált törzsvásárlói rendszerek, valamint a vásárlók alkotta vásárlói közösségek.

## Kereskedő vagy szolgáltató által kínált törzsvásárlói rendszer
A törzsvásárlói program azt a célt szolgálja, hogy a vevőkről és vásárlási szokásaikról minél több információt szerezzenek a kereskedők, illetve a visszatérő vásárlókat valamilyen formában jutalmazzák. Lehetőséget teremt a közvetlenebb kapcsolat kiépítésére a vevőkkel, és arra, hogy ösztönözzék őket a saját termékeik vásárlására. Ha már kialakult egy hűséges vásárlói kör, akkor egy jól kitalált jutalmazási rendszer segítségével elérhetik, hogy növeljék vásárlásaik értékét és/vagy a már megszerzett ügyfeleket megtartsák. 
Az így kialakuló törzsvásárlói rendszerek egy, vagy többszereplősek: Egy üzlet, vagy egy lánchoz tartozó üzletek adják ki és fogadják el a törzsvásárlói kártyát, vagy több, általában különböző területen működő cég közösen állít föl egy rendszert, mely a rendszerhez kapcsolódó cégek közötti keresztelszámolás alapján működik.
A törzsvásárlói rendszer meglehetősen költséghatékony eszköz: nyugat-európai felmérések szerint 10% árkedvezmény felel meg 1,5% hűségprogramban adott kedvezménynek! 
A törzsvásárlói rendszer kialakításával a kereskedő olyan adatbázisra tehet szert vásárlóiról, mely a személyes adatokon túl kiterjed a vevői szokásokra is (milyen gyakran, mekkora tételben vásárol, esetleg milyen termékeket részesít előnyben). 
A törzsvásárlói programok a jutalmazási rendszer alapján lehetnek:
- Pontgyűjtő: A vásárlásaik után a vevők pontokat, matricákat, stb. kapnak, amit vagy levásárolhatnak, vagy beválthatnak ajándékokra.

- Kedvezményre jogosító: Ezek a kártyák vagy kuponok vásárláskor azonnali, vagy a következő vásárláskor árkedvezmény nyújtanak.

Magyarországon is számos variáció megtalálható a kis- és középvállalkozások számára: 
- PontTer.Hu törzsvásárlói rendszer (http://www.pontter.hu Archiválva 2020. szeptember 19-i dátummal a Wayback Machine-ben)
- PONT NEKEM kártya alapú törzsvásárlói rendszer (http://www.pontnekem.hu Archiválva 2019. január 22-i dátummal a Wayback Machine-ben)
- Ügyfélkártya törzsvásárlói rendszer (https://www.ugyfelkartya.hu)

## Vásárlói közösségek
A törzsvásárlói rendszerek másik oldalról indíttatott változata, amikor a vásárlók fognak össze. Az ilyen társulások, vásárlói közösségek arra az ötletre épülnek, hogy ha elegendő számú vásárlót fognak össze, akkor ez a csoport hatékonyan tud fellépni, és kedvezményeket tud elérni a kereskedőknél vagy szolgáltatóknál. Látszólag ez egy egyoldalú kapcsolat, de  mégsem az, mert 
a kereskedőknek kedvezmény formájában megéri lemondaniuk a náluk keletkező haszon egy részéről, hiszen ezek a körök a több tízezer fős tagságukkal jelentősen megnövelik a forgalmukat. A plusz forgalomból származó bevétel ellensúlyozni tudja, sőt meg is haladja az árrés miatt kiesett részt.
Az elv nagyon egyszerű, a vevők és a kereskedők ilyen egymásra találása mindkét fél számára előnyös.
A kedvezmény elosztása tekintetében két típusú vásárlói közösségről beszélhetünk:
- Azonnali kedvezményt kínálók:

Az ilyen típusú vásárlói körökben a vevők azonnal számla kiegyenlítésének pillanatában érvényesíthetik a kedvezményt és a pénztárnál adott százalékkal kevesebbet kell fizetniük.
- Visszaosztott jutalékon alapulók:

A vevő a teljes árat fizeti ki a pénztárnál, a kereskedő a vásárlói körrel kialakított kedvezményt nem magának a vásárlónak, hanem a vásárlói körnek juttatja vissza. A vásárlói közösség pedig egyedülálló szabályrendszere révén osztja vissza az így jóváírt összegeket a közösség tagjainak, azaz a vásárlóknak. Ez a fajta rendszer bonyolultabbnak tűnhet, de a vásárló ilyen módon jóval nagyobb pénzvisszatérítésre/kedvezményre tehet szert, mint ha azonnali kedvezményt kapna.
Nem szimpla készpénzvissztérítés történik, hanem pontgyüjtés alapú (Shopping Points) vásárlói élményfokozó visszatérítés is. Itt a kereskedői hálózat motovációja is erős.
Jelenleg számtalan azonnali kedvezményt adó és egy visszaosztott jutalékon alapuló törzsvásárlói rendszer létezik Magyarországon: a Casback Word, mely egy nemzetközi vásárlói közösség.